# St. Sebastian (Freinhausen)

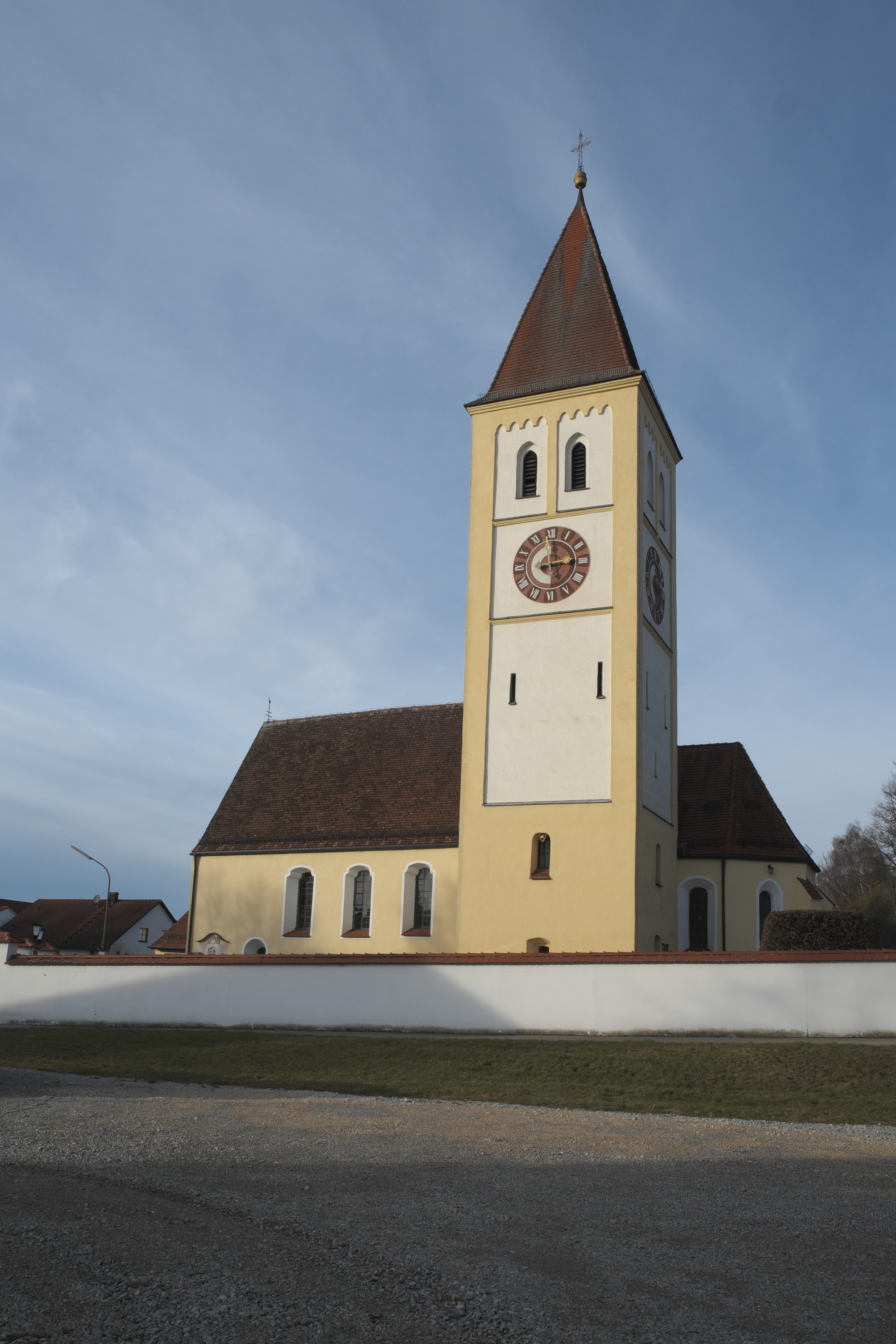
St. Sebastian in Freinhausen

Die römisch-katholische Pfarrkirche St. Sebastian steht in Freinhausen, einem Gemeindeteil des Marktes Hohenwart im oberbayerischen Landkreis Pfaffenhofen an der Ilm. Das Bauwerk ist in der Liste der Baudenkmäler in Hohenwart als Baudenkmal unter der Nr. D-1-86-128-49 eingetragen. Die Kirche gehört zum Dekanat Pfaffenhofen des Bistums Augsburg.

## Beschreibung
Die gotischen Ostteile der Saalkirche wurden im 15. Jahrhundert erbaut, während das Langhaus aus dem 18. Jahrhundert stammt. Im 19. und 20. Jahrhundert erfolgten Renovierungen und eine Erweiterung des Kirchenschiffs nach Westen. Südlich des eingezogenen Chors zu zwei Jochen mit Fünfachtelschluss im Osten befindet sich der mit Blenden verzierte Chorflankenturm. Der mit einem Pyramidendach bedeckte Turm enthält im obersten Geschoss den Glockenstuhl und darunter die Turmuhr. Vor der Fassade im Westen befindet sich ein Vorzeichen. 
Der Innenraum des Langhauses ist mit einer Flachdecke mit Hohlkehle überspannt, der des Chors mit einem Stichkappengewölbe. Die neobarocken Altäre wurden 1910–14 von Joseph Elsner junior geschaffen. Der Hochaltar wird von den Skulpturen des Erasmus von Rotterdam und des Ulrich von Augsburg flankiert.